# Howth

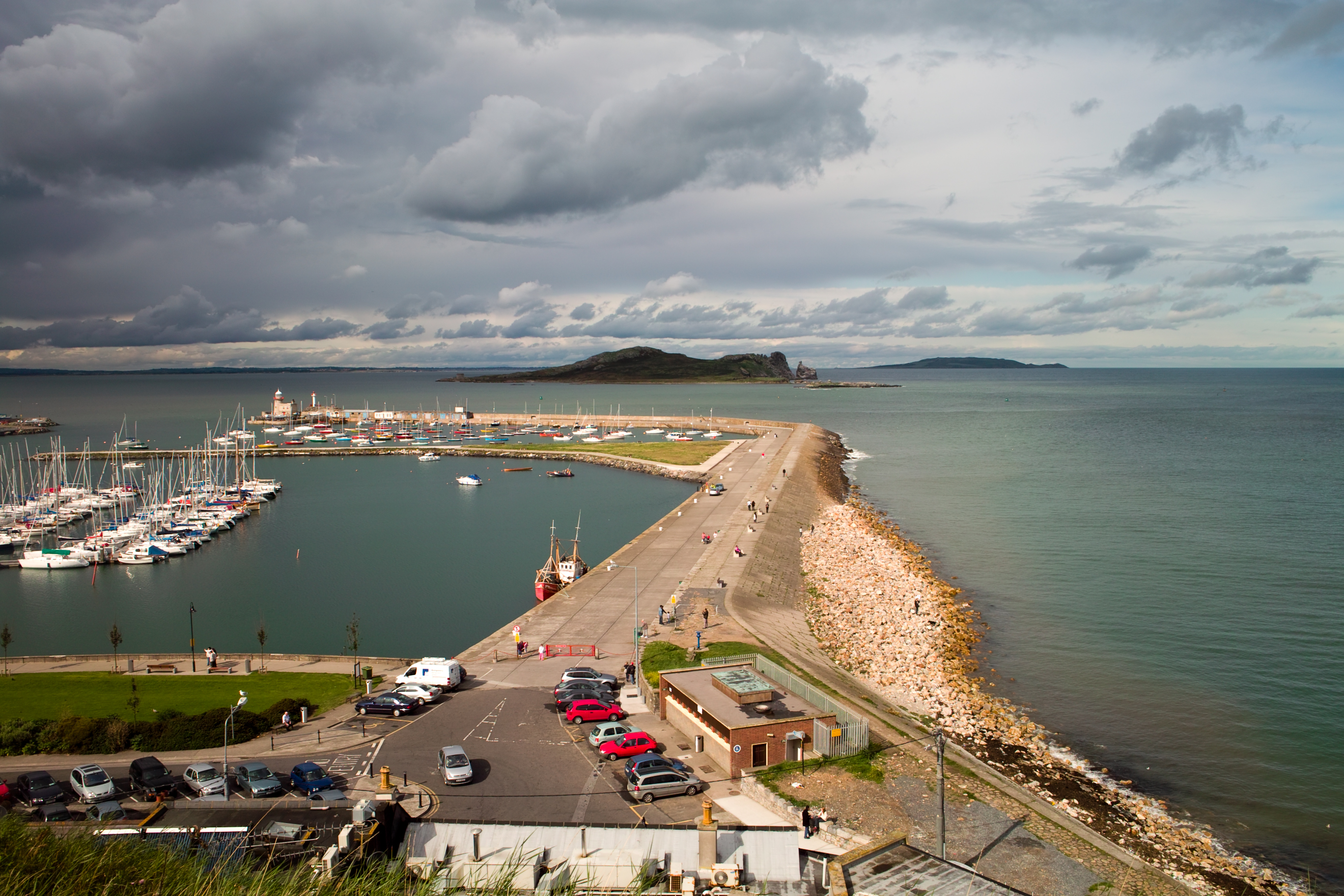
Vue de la jetée et du port de Howth

Howth (aussi appelé Binn Éadair en irlandais) est une ville du Comté de Fingal en Irlande, située dans la périphérie nord de Dublin. Initialement, Howth était juste un petit village de pêcheurs, mais il fait désormais partie intégrante de la banlieue de Dublin. Howth est aussi le lieu de l'un des plus anciens bâtiments d'Irlande, le château d'Howth. 
Howth a été le lieu de tournage du film Boy Eats Girl.

## Accès
Howth est le terminus d'une des lignes de DART, le train de la banlieue de Dublin. Il n'est relié au reste de l'Irlande que par une route se situant à Sutton. Dans le passé, Howth pouvait parfois être isolé du reste de l'île lors de grosses tempêtes. Howth se trouve sur une péninsule à environ 13 kilomètres au nord-est de Dublin.

## Histoire et étymologie
Le nom Howth a probablement une origine nordique, il vient peut-être du vieux norrois. Les vikings ont colonisé la côte est de l'Irlande et ont fondé le site de Dublin, une base stratégique entre la Méditerranée et la Scandinavie. Les Vikings ont envahi Howth pour la première fois en 819. 
Après la défaite des Nordiques face au Haut-Roi d'Irlande Brian Borù en 1014, beaucoup de Scandinaves ont fui à Howth et s'y sont regroupés jusqu'à leur défaite finale à Fingal au milieu du XIe siècle. Howth est resté sous le contrôle des Irlandais jusqu'à l'invasion des Anglo-Normands en 1169.
Howth étant seul et sans soutien des Irlandais et des Scandinaves, le village est tombé face aux Normands en 1177. L'un des vainqueurs, Armoricus Tristam y a bâti un château. 
Howth a été un port de commerce du XIVe siècle au XIXe siècle, quand Dublin a développé son commerce maritime. 